# Eloria flavicollis
Eloria flavicollis är en fjärilsart som beskrevs av Paul Dognin 1924. Eloria flavicollis ingår i släktet Eloria och familjen tofsspinnare. Inga underarter finns listade i Catalogue of Life.